# Melis Gözen
Melis Gözen Tanrıkulu (* 20. Juni 1990 in Istanbul, Türkei) ist eine türkische Schauspielerin.

## Leben und Karriere
Melis Gözen wurde am 20. Juni 1990 in Istanbul geboren. Ihre Zwillingsschwester Deniz Gözen ist ebenfalls Schauspielerin. 2009 schloss sie ihre schulische Ausbildung am İstek Bilge Kağan Anadolu Lisesi ab. Danach absolvierte sie ein Doppelstudium an der Koç Üniversitesi in den Fächern Medienmanagement sowie Archäologie und Kunstgeschichte. 2022 setzte sie ihr Studium am Douglas College in Kanada fort.
Ihr Debüt gab sie 2005 in der Fernsehserie Aşk Her Yaşta. Bekanntheit erlangte sie für ihre Rolle in Bez Bebek und in Genco. Anschließend trat sie 2009 in Parmaklıklar Ardında, auf.  Zudem spielte sie 2011 in dem Film Gölgedeki Aşk - Ölüm Ve Para. 
Seit 2020 ist sie mit Alper Tanrıkulu verheiratet.

## Filmografie
Filme
- 2011: Gölgedeki Aşk - Ölüm Ve Para

Serien
- 2005: Aşk Her Yaşta
- 2007: Bez Bebek
- 2007: Genco
- 2009: Parmaklıklar Ardında